# Гравеллона-Ломелліна
Гравеллона-Ломелліна, Ґравеллона-Ломелліна (італ. Gravellona Lomellina) — муніципалітет в Італії, у регіоні Ломбардія, провінція Павія.
Гравеллона-Ломелліна розташована на відстані близько 490 км на північний захід від Рима, 37 км на південний захід від Мілана, 35 км на північний захід від Павії.
Населення — 2748 осіб (2014).

## Демографія
Населення за роками:

Станом на 1 січня 2023 року в муніципалітеті офіційно проживало 130 іноземців з 26 країн, серед них 47 громадян країн Євросоюзу та 8 громадян України.

## Сусідні муніципалітети
- Кассольново
- Чилавенья
- Торнако
- Віджевано

## Міста-побратими
- Лінар, Франція